# Kąt odbytowo-odbytniczy
Kąt odbytowo-odbytniczy, kąt Parksa (ang. anorectal angle, łac. angulus anorectalis) – w anatomii człowieka kąt, którego ramiona tworzą odbyt i odbytnica, którego wierzchołek zwany jest także jest kroczowym zagięciem odbytnicy.
Najczęściej jest wyznaczany podczas defekografii (choć może być wyznaczony w trakcie innych badań obrazowych dolnego odcinka przewodu pokarmowego, jak jądrowy rezonans magnetyczny lub przy pomocy specjalistycznych urządzeń), pomiędzy osią środkową podłużną odbytnicy a kanałem odbytowym. W normalnych warunkach wynosi w granicach 95–105 stopni, w fazie skurczowej defekacji zmniejsza się do około 80 stopni, w czasie aktu defekacji zwiększa się natomiast do 110–150 stopni.
Określenie tego kąta ważne jest w następujących schorzeniach:
- zaparcie,
- uczucie niepełnego wypróżnienia,
- nietrzymanie stolca,
- wypadanie odbytnicy.